# Barbara e altri Carella
Barbara e altri Carella è il secondo album in studio del cantautore italiano Enzo Carella, pubblicato nel 1979 dalla casa discografica It.

## Il disco
Il brano Malamore, già incluso nel precedente album Vocazione, compare qui nella stessa versione ma con un nuovo missaggio che mette in risalto la chitarra rispetto al moog. La parte strumentale all'inizio, inoltre, è leggermente più breve, mentre risulta più lunga la coda finale.

## Tracce
Testi di Pasquale Panella, musiche di Enzo Carella.
Lato A
1. Barbara – 4:04
2. Foto – 5:05
3. Amara – 3:34
4. Malamore – 3:16

Lato B
1. Carmè – 4:50
2. Parigi – 2:47
3. Sentimenti – 2:08
4. Lupo – 2:47
5. Oh Rai! – 3:40

## Musicisti
- Enzo Carella – voce, chitarra
- Maurizio Guarini – tastiera, pianoforte
- Agostino Marangolo – batteria
- Carlo Pennisi – chitarra
- Fabio Pignatelli – basso
- Fratelli Balestra – cori